# نیو کراس
longitudeنیو کراسlatitudeنیو کراس
نیو کراس (به انگلیسی: New Cross) یک ناحیه در لندن است که در منطقه لویشام لندن واقع شده‌است.

## نگارخانه

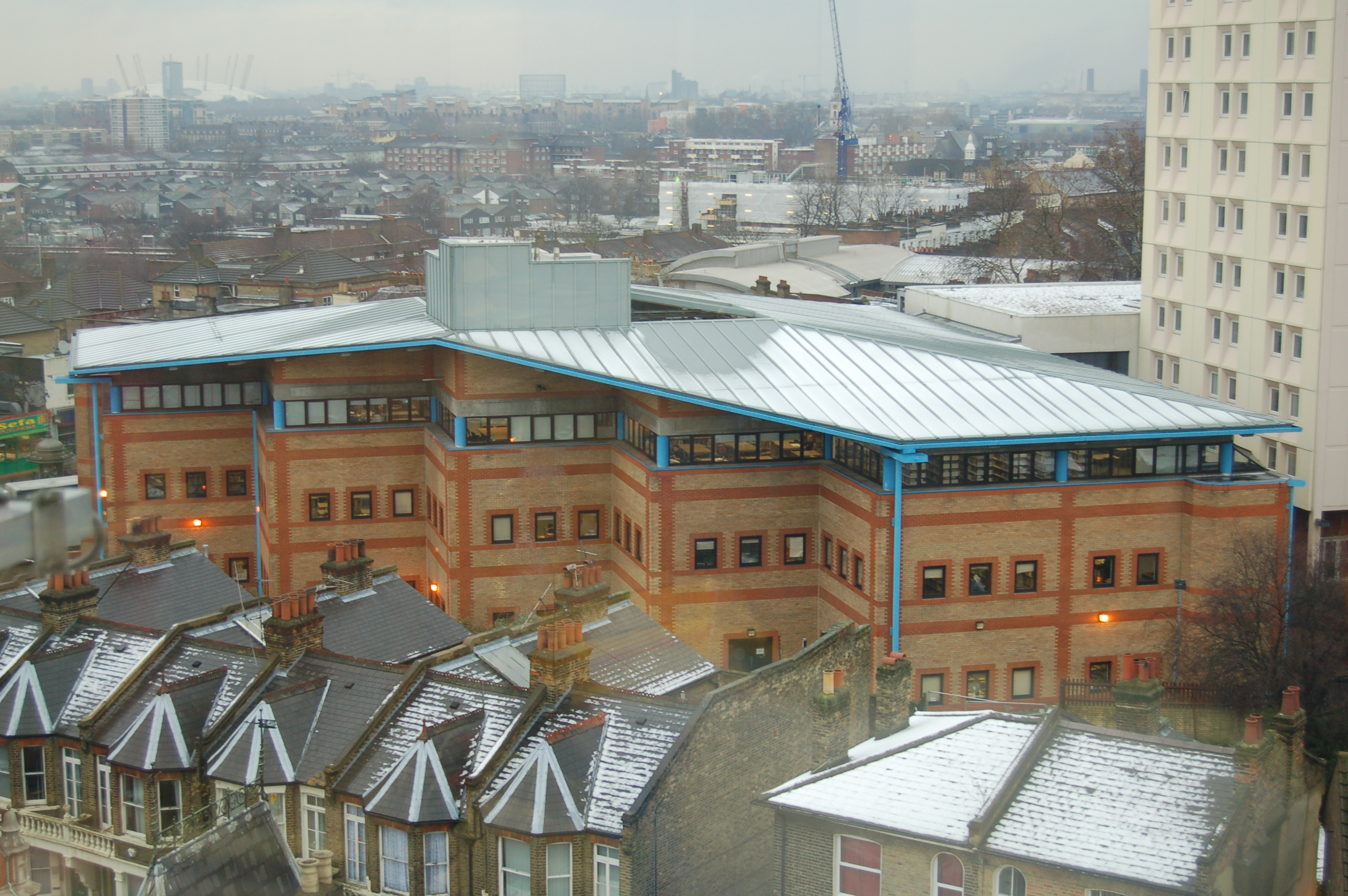
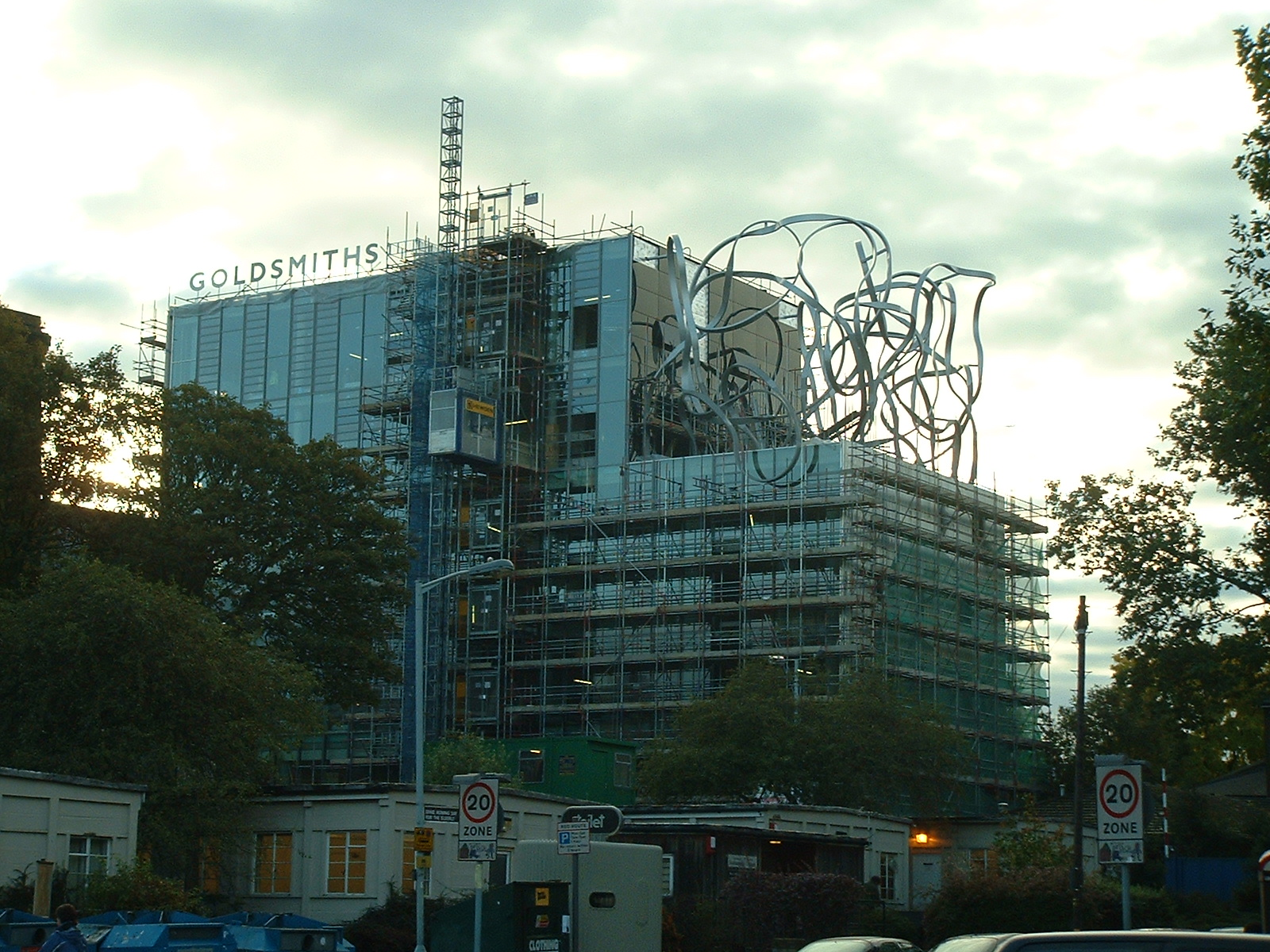